# 25 agosto
Il 25 agosto è il 237º giorno del calendario gregoriano (il 238º negli anni bisestili). Mancano 128 giorni alla fine dell'anno.

## Eventi
- 450 – Marciano viene nominato Augusto dell'Impero romano d'Oriente
- 1259 – Bologna: in piazza Maggiore viene proclamato il Liber Paradisus, grazie al quale vennero liberati 5855 servi della gleba e venne abolita la schiavitù nel Comune
- 1471 – Consacrazione di papa Sisto IV
- 1564 – Terni: strage dei nobili a opera della fazione dei Banderari
- 1565 – Reggio Calabria: fondato il Seminario Arcivescovile "Pio XI"
- 1580 – Battaglia di Alcântara: la Spagna sconfigge il Portogallo
- 1609 – Galileo Galilei presenta il suo primo telescopio al Senato di Venezia
- 1718 – Viene fondata New Orleans (Louisiana)
- 1740 – Consacrazione di papa Benedetto XIV
- 1764 – L'astronomo Charles Messier scopre la Galassia del Triangolo (detta M33)
- 1768 – James Cook inizia il suo primo viaggio
- 1814 – Washington, D.C. è bruciata e la Casa Bianca distrutta dagli inglesi nella guerra del 1812
- 1819 – Il pittore Théodore Géricault espone il dipinto La zattera della Medusa al Salon di Parigi
- 1825 – L'Uruguay dichiara l'indipendenza dal Brasile
- 1830 – Il Belgio si rivolta contro i Paesi Bassi
- 1835 – Il New York Sun pubblica The Great Moon Hoax, una delle più celebri burle statunitensi nel campo astronomico
- 1864 – M. Beachroft, D. W. Freshfield, I.D. Walker, F. Devouassoud salgono per primi la Cima Presanella, 3.463 metri la montagna più alta del Trentino
- 1875 – Matthew Webb diventa la prima persona ad attraversare a nuoto la Manica
- 1910 – Viene fondata la Yellow Cab
- 1912 – Viene fondato il Kuomintang, il Partito Nazionalista Cinese
- 1915 – Viene combattuta la battaglia del Col Basson, prima azione della Grande Guerra in cui gli italiani persero più di mille uomini
- 1916 – Viene fondato lo United States National Park Service
- 1917 – A Torino si svolge una rivolta spontanea degli abitanti contro la guerra e la fame, chiamata anche "rivolta del pane": a seguito della violenta repressione si conteranno più di cinquanta morti
- 1920 – Guerra sovietico-polacca: finisce la battaglia di Varsavia, iniziata il 13 agosto, e l'Armata Rossa viene sconfitta
- 1923
  - Casella: trovato un tesoro di circa 3000 monete databili tra il IV e il I secolo a.C.
  - Zurigo: il giovane ciclista Libero Ferrario vince il 3º Campionato del mondo di ciclismo su strada nella categoria Dilettanti, l'unica categoria esistente all'epoca; è il primo italiano a trionfare in un Campionato mondiale di ciclismo
- 1940 – Primi bombardamenti a Coventry, nella seconda guerra mondiale
- 1942 – Seconda guerra mondiale: battaglia di Milne Bay, in Papua Nuova Guinea
- 1944
  - Seconda guerra mondiale: Parigi viene liberata dagli Alleati (si veda Liberazione di Parigi)
  - L'Ungheria decide di continuare la guerra a fianco della Germania
- 1960 – I Giochi della XVII Olimpiade si aprono ufficialmente a Roma
- 1980
  - La Microsoft annuncia la sua versione di UNIX: Xenix
  - Lo Zimbabwe entra a far parte delle Nazioni Unite
- 1981 – La sonda spaziale Voyager 2 raggiunge Saturno
- 1988 – Una parte del centro storico di Lisbona viene distrutto da un incendio
- 1989 – La sonda spaziale Voyager 2 oltrepassa Nettuno
- 1991 – La Bielorussia dichiara l'indipendenza dall'Unione Sovietica
- 2001 – Germania: a Düsseldorf un'équipe di medici interviene sul cuore danneggiato da un infarto di un uomo di 46 anni curandolo con le cellule staminali del midollo osseo dello stesso paziente
- 2002 – Francia: il ministero degli Interni esegue la consegna straordinaria dell'ex brigatista rosso Paolo Persichetti all'Italia
- 2003
  - 52 morti in due attentati eseguiti da terroristi islamici a Mumbai, in India
  - Lanciato il Telescopio spaziale Spitzer
- 2006 – Libano: il vertice europeo di Bruxelles stabilisce l'invio di 7000 militari nella parte meridionale del Paese
- 2012 – La sonda spaziale Voyager 1 supera l'eliopausa, divenendo il primo oggetto creato dall'uomo a riuscirci
- 2014 – La sonda spaziale New Horizons oltrepassa l'orbita di Nettuno

## Nati
Ci sono circa 1 150 voci su persone nate il 25 agosto; vedi la pagina Nati il 25 agosto per un elenco descrittivo o la categoria Nati il 25 agosto per un indice alfabetico.

## Morti
Ci sono circa 510 voci su persone morte il 25 agosto; vedi la pagina Morti il 25 agosto per un elenco descrittivo o la categoria Morti il 25 agosto per un indice alfabetico.

## Feste e ricorrenze

### Civili
Nazionali:
- Uruguay – Giorno dell'indipendenza

### Religiose
Cristianesimo:
- San Giuseppe Calasanzio, sacerdote
- San Luigi IX di Francia, re
- Sant'Aredio di Limoges, abate
- Santa Ebba di Coldingham, fondatrice e badessa
- Sant'Eadberht di Northumbria, re
- Sant'Erminia, venerata a Reims
- Sant'Eusebio di Roma, martire
- San Genesio di Arles, vescovo e martire
- San Genesio di Brescello, vescovo
- San Genesio di Roma, martire
- San Geronzio vescovo
- Santi Giulio e Ermete
- San Gregorio di Utrecht
- San Mena di Costantinopoli, patriarca
- Santa Patrizia di Costantinopoli, vergine
- San Pellegrino di Roma, martire
- San Severo di Agde, abate
- San Tommaso Cantelupe, vescovo
- Beato Alessandro Dordi, sacerdote missionario, martire
- Beato Eduardo Cabanach Majem, sacerdote e martire
- Beato Fermín Martorell Vies, sacerdote e martire
- Beato Francisco Llach Candell, sacerdote e martire
- Beato Luigi Bordino, religioso
- Beato Luigi Urbano Lanaspa, sacerdote domenicano, martire
- Beata Dolores Cabanillas (Maria del Transito di Gesù Sacramentato), fondatrice delle Suore missionarie francescane
- Beata Maria Troncatti, religiosa
- Beato Michele Carvalho, gesuita, martire
- Beato Paolo Giovanni Charles, sacerdote e martire
- Beato Pietro de Calidis, mercedario
- Beato Pietro Vazquez, martire
- Beato Ramón Cabanach Majem, sacerdote e martire
- Beato Fratel Onofrio (al secolo Salvio Tolosa Alsina), sacerdote e martire

Religione romana antica e moderna:
- Opiconsivia

## Giorni della settimana
Il 25 agosto è (secondo il calendario gregoriano):
- domenica negli anni: 1585 1591 1596 1602 1613 1619 1624 1630 1641 1647 1652 1658 1669 1675 1680 1686 1697 1709 1715 1720 1726 1737 1743 1748 1754 1765 1771 1776 1782 1793 1799 1805 1811 1816 1822 1833 1839 1844 1850 1861 1867 1872 1878 1889 1895 1901 1907 1912 1918 1929 1935 1940 1946 1957 1963 1968 1974 1985 1991 1996 2002 2013 2019 2024 2030 2041 2047 2052 2058 2069 2075 2080 2086 2097;
- Lunedì negli anni: 1586 1597 1603 1608 1614 1625 1631 1636 1642 1653 1659 1664 1670 1681 1687 1692 1698 1704 1710 1721 1727 1732 1738 1749 1755 1760 1766 1777 1783 1788 1794 1800 1806 1817 1823 1828 1834 1845 1851 1856 1862 1873 1879 1884 1890 1902 1913 1919 1924 1930 1941 1947 1952 1958 1969 1975 1980 1986 1997 2003 2008 2014 2025 2031 2036 2042 2053 2059 2064 2070 2081 2087 2092 2098;
- Martedì negli anni: 1587 1592 1598 1609 1615 1620 1626 1637 1643 1648 1654 1665 1671 1676 1682 1693 1699 1705 1711 1716 1722 1733 1739 1744 1750 1761 1767 1772 1778 1789 1795 1801 1807 1812 1818 1829 1835 1840 1846 1857 1863 1868 1874 1885 1891 1896 1903 1908 1914 1925 1931 1936 1942 1953 1959 1964 1970 1981 1987 1992 1998 2009 2015 2020 2026 2037 2043 2048 2054 2065 2071 2076 2082 2093 2099;
- Mercoledì negli anni: 1582 1593 1599 1604 1610 1621 1627 1632 1638 1649 1655 1660 1666 1677 1683 1688 1694 1700 1706 1717 1723 1728 1734 1745 1751 1756 1762 1773 1779 1784 1790 1802 1813 1819 1824 1830 1841 1847 1852 1858 1869 1875 1880 1886 1897 1909 1915 1920 1926 1937 1943 1948 1954 1965 1971 1976 1982 1993 1999 2004 2010 2021 2027 2032 2038 2049 2055 2060 2066 2077 2083 2088 2094;
- Giovedì negli anni: 1583 1588 1594 1605 1611 1616 1622 1633 1639 1644 1650 1661 1667 1672 1678 1689 1695 1701 1707 1712 1718 1729 1735 1740 1746 1757 1763 1768 1774 1785 1791 1796 1803 1808 1814 1825 1831 1836 1842 1853 1859 1864 1870 1881 1887 1892 1898 1904 1910 1921 1927 1932 1938 1949 1955 1960 1966 1977 1983 1988 1994 2005 2011 2016 2022 2033 2039 2044 2050 2061 2067 2072 2078 2089 2095;
- Venerdì negli anni: 1589 1595 1600 1606 1617 1623 1628 1634 1645 1651 1656 1662 1673 1679 1684 1690 1702 1713 1719 1724 1730 1741 1747 1752 1758 1769 1775 1780 1786 1797 1809 1815 1820 1826 1837 1843 1848 1854 1865 1871 1876 1882 1893 1899 1905 1911 1916 1922 1933 1939 1944 1950 1961 1967 1972 1978 1989 1995 2000 2006 2017 2023 2028 2034 2045 2051 2056 2062 2073 2079 2084 2090;
- Sabato negli anni: 1584 1590 1601 1607 1612 1618 1629 1635 1640 1646 1657 1663 1668 1674 1685 1691 1696 1703 1708 1714 1725 1731 1736 1742 1753 1759 1764 1770 1781 1787 1792 1798 1804 1810 1821 1827 1832 1838 1849 1855 1860 1866 1877 1883 1888 1894 1900 1906 1917 1923 1928 1934 1945 1951 1956 1962 1973 1979 1984 1990 2001 2007 2012 2018 2029 2035 2040 2046 2057 2063 2068 2074 2085 2091 2096.